# Висел Кобе
Висел Кобе (Visseru Kōbe) е японски футболен отбор от град Кобе, префектура Хього.
Тимът е основан в Курашукикато полупрофесионален фирмен отбор на компанията „Кавазаки“, но през 1994 г. се мести в Кобе. Името му е комбинация от английските думи Victory (победа) и Vessel (кораб), което иска да подчертае ролята на Кобе като важно пристанище.
Треньори на тима са били през 1998 г. испанеца Бенито Флоро Санц и през 2005 г. бразилеца Емерсон Леао, а известни играчи – Михаел Лаудруп и Илхан Мансъз.